# Gilberto Hidalgo
Gilberto Hidalgo (Contamana-Loreto, 1961. június 26. –) perui nemzetközi labdarúgó-játékvezető. Polgári foglalkozása könyvelő.

## Pályafutása

### Nemzeti játékvezetés
Ellenőreinek, sportvezetőinek javaslatára lett az I. Liga játékvezetője. Az aktív nemzeti játékvezetéstől, Peru első számú játékvezetőjeként 2005-ben vonult vissza.

### Nemzetközi játékvezetés
A Perui labdarúgó-szövetség Játékvezető Bizottsága (JB) terjesztette fel nemzetközi játékvezetőnek, a Nemzetközi Labdarúgó-szövetség (FIFA) 1999-től tartotta nyilván bírói keretében. Több nemzetek közötti válogatott és klubmérkőzést vezetett. Az aktív nemzetközi játékvezetéstől 2005-ben a perui JB-vel folytatott vita után visszavonult.

#### Világbajnokság
A világbajnoki döntőhöz vezető úton Dél-Koreába és Japánba a XVII., a 2002-es labdarúgó-világbajnokságra és Németországba a XVIII., a 2006-os labdarúgó-világbajnokságra a FIFA JB bíróként alkalmazta.

##### 2002-es labdarúgó-világbajnokság
| Időpont           | Helyszín                                       | Mérkőzés típusa           | Mérkőzés            | Eredmény | Nézők száma |
| ----------------- | ---------------------------------------------- | ------------------------- | ------------------- | -------- | ----------- |
| 2001. március 28. | Antonio Vespucio Liberti Stadion, Buenos Aires | csoportmérkőzés (11. kör) | Argentína–Venezuela | 5 : 0    | 32 000      |
| 2001. október 7.  | Defensores del Chaco Stadion, Asunción         | csoportmérkőzés (16. kör) | Paraguay–Argentína  | 2 : 2    | 45 000      |

##### 2006-os labdarúgó-világbajnokság
| Időpont             | Helyszín                               | Mérkőzés típusa           | Mérkőzés            | Eredmény | Nézők száma |
| ------------------- | -------------------------------------- | ------------------------- | ------------------- | -------- | ----------- |
| 2003. szeptember 7. | Központi Stadion, Montevideo           | csoportmérkőzés (1. kör)  | Uruguay–Bolívia     | 5 : 0    | 39 253      |
| 2003. november 15.  | Antonio Vespucio Liberti, Buenos Aires | csoportmérkőzés (3. kör)  | Argentína–Bolívia   | 3 : 0    | 30 042      |
| 2004. szeptember 5. | Központi Stadion, Montevideo           | csoportmérkőzés (8. kör)  | Uruguay–Ecuador     | 1 : 0    | 28 000      |
| 2004. november 17.  | Antonio Vespucio Liberti, Buenos Aires | csoportmérkőzés (11. kör) | Argentína–Venezuela | 3 : 2    | 30 000      |

### Amerika Kupa
Paraguay a 39., az 1999-es Copa América, Kolumbia a 40., a 2001-es Copa América valamint Peru a 41., a 2004-es Copa Américalabdarúgó tornát rendezte, ahol a CONMEBOL JB bíróként alkalmazta.

#### 1999-es Copa América
| Időpont         | Helyszín                         | Mérkőzés típusa        | Mérkőzés          | Eredmény |
| --------------- | -------------------------------- | ---------------------- | ----------------- | -------- |
| 1999. július 1. | Feliciano Cáceres Stadion, Luque | selejtező (C. csoport) | Argentína–Ecuador | 3 : 1    |
| 1999. július 7. | Feliciano Cáceres Stadion, Luque | selejtező (C. csoport) | Argentína–Uruguay | 2 : 0    |

#### 2001-es Copa América
| Időpont          | Helyszín                            | Mérkőzés típusa        | Mérkőzés          | Eredmény | Nézők száma |
| ---------------- | ----------------------------------- | ---------------------- | ----------------- | -------- | ----------- |
| 2001. július 11. | Metropolitano Stadion, Barranquilla | selejtező (A. csoport) | Ecuador–Chile     | 1 : 4    | 40 000      |
| 2001. július 17. | Metropolitano Stadion, Barranquilla | selejtező (A. csoport) | Ecuador–Venezuela | 4 : 0    | 20 000      |
| 2001. július 28. | El Campín Stadion, Bogotá           | bronzmérkőzés          | Uruguay–Honduras  | 2 : 2    | 47 000      |

#### 2004-es Copa América
| Időpont          | Helyszín                        | Mérkőzés típusa        | Mérkőzés           | Eredmény | Nézők száma |
| ---------------- | ------------------------------- | ---------------------- | ------------------ | -------- | ----------- |
| 2004. július 7.  | Elias Aguirre Stadion, Chiclayo | selejtező (B. csoport) | Mexikó–Uruguay     | 2 : 2    | 25 000      |
| 2004. július 14. | Városi Stadion, Arequipa        | selejtező (C. csoport) | Brazília–Paraguay  | 1 : 2    | 8 000       |
| 2004. július 20. | Nemzeti Stadion, Lima           | egyik elődöntő         | Argentína–Kolumbia | 3 : 0    | 22 000      |

### Nemzetközi kupamérkőzések
Vezetett kupadöntőinek száma:2.

#### Libertadores Kupa
| Időpont          | Helyszín                                 | Mérkőzés típusa        | Mérkőzés                         | Eredmény |
| ---------------- | ---------------------------------------- | ---------------------- | -------------------------------- | -------- |
| 2001. június 28. | Alberto J. Armando Stadion, Buenos Aires | döntő második mérkőzés | Boca Juniors–Cruz Azul (mexikói) | 0 : 1    |

#### Merconorte Kupa
| Időpont            | Helyszín                  | Mérkőzés típusa        | Mérkőzés                                  | Eredmény |
| ------------------ | ------------------------- | ---------------------- | ----------------------------------------- | -------- |
| 2001. december 20. | Városi Stadion, Guayaquil | döntő második mérkőzés | Emelec (ecuadori)–Millonarios (kolumbiai) | 1 : 1    |